# Ebo latithorax
Ebo latithorax là một loài nhện trong họ Philodromidae.
Loài này thuộc chi Ebo. Ebo latithorax được Eugen von Keyserling miêu tả năm 1884.